# Дуплет (боевой модуль)

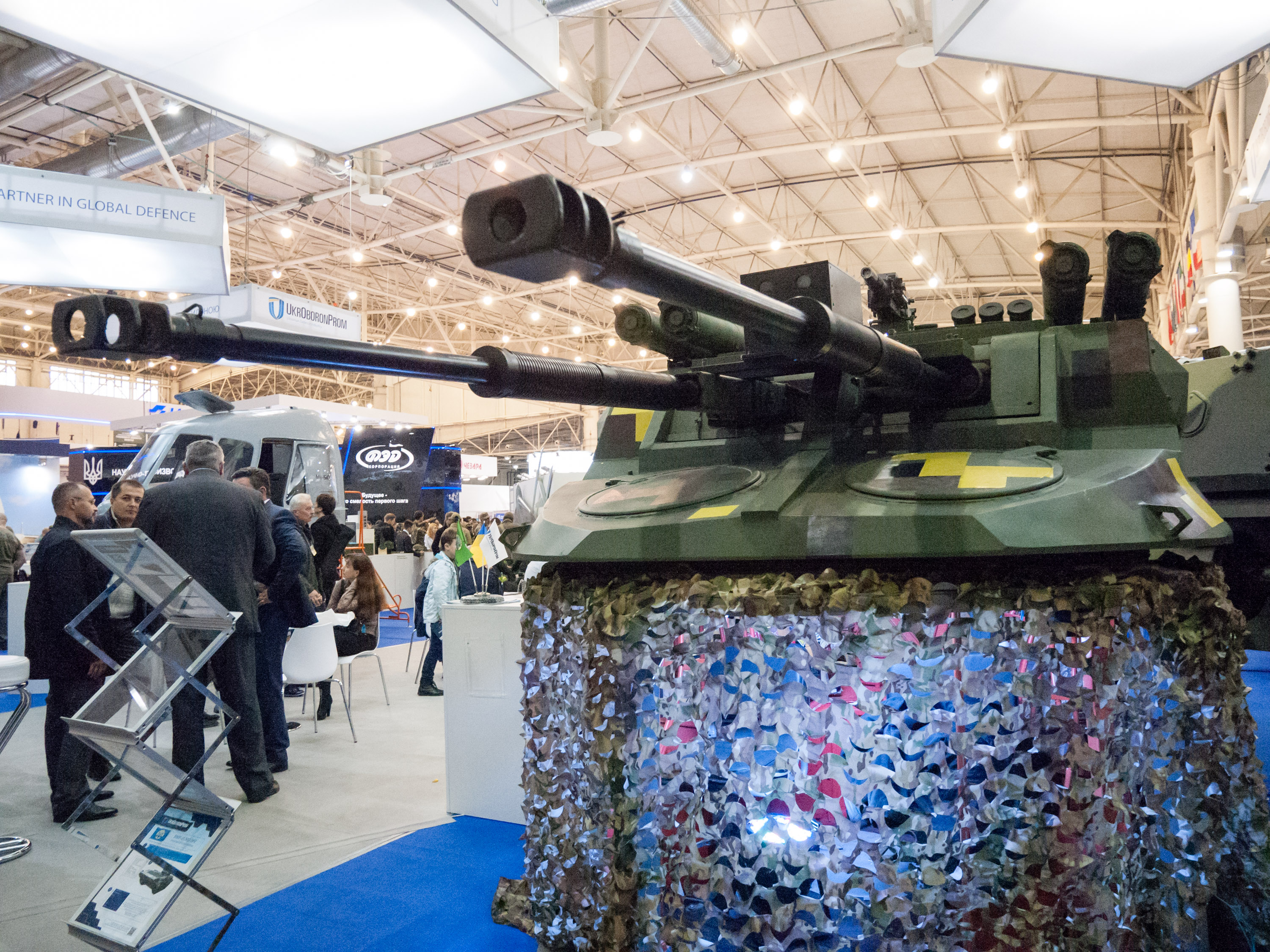
Боевой модуль «Дуплет» на выставке «Зброя та безпека-2016» в МВЦ

«Дуплет» — башенный боевой модуль украинского производства, разработанный Житомирским бронетанковым заводом.

## История
Полноразмерный макет модуля «Дуплет» был представлен в мае 2016 года на выставке вооружения «SOFEX 2016», проходившей в городе Амман (Иордания). 11 октября 2016 года модуль был представлен на проходившей в Киеве оружейной выставке «Зброя та безпека-2016».
10 октября 2017 года на выставке «Зброя та безпека-2017» был представлен демонстрационный образец боевой машины поддержки танков «Страж», созданный на базе танка Т-64 и вооружённый боевым модулем «Дуплет». Бронемашина является совместным проектом Житомирского и Киевского бронетанковых заводов и киевского ГАХК «Артем».
В апреле 2018 года прошли полигонные испытания модуля «Дуплет», установленного на БМП-1, в дальнейшем (под наименованием «Doublet combat module») он был включён в каталог продукции концерна «Укроборонпром» в качестве оружия, предлагаемого на экспорт.

## Описание
Модуль разрабатывался для установки на боевые машины пехоты БМП-1 и БМП-2.
Основным вооружением модуля являются две стабилизированные раздельно установленные 30-мм автоматические пушки (2А42 или её аналог ЗТМ-2 украинского производства), каждая из которых спарена с 7,62-мм пулемётом (ПКТ или его аналог КТ-7,62 украинского производства).
Также установлены 30-мм автоматический гранатомёт (АГ-17 или его аналог КБА-117 украинского производства), четыре пусковых контейнера ПТРК («Конкурс» или ПТУР «Барьер») и 81-мм пусковые установки дымовых аэрозольных гранат «Туча».
Управление модулем из подбашенного отделения совместно осуществляют два оператора.
Сообщается, что система управления огнём включает оптический и телевизионный каналы, лазерный дальномер, тепловизор, систему спутниковой навигации и цифровой компас.